# Ludwig Nieland
Ludwig Nieland (* 27. September 1867 in Münden; † nach 1935) war ein deutscher Reichsgerichtsrat.

## Leben
Nieland wurde 1892 vereidigt. Er wurde in Göttingen promoviert, als er Referendar in Bremen war. 1897 wurde er Rechtsanwalt. 1900 wechselte er auf die Richterbank und wurde Amtsrichter. 1907 ernannte man ihn zum Landrichter. 1912 wurde er befördert zum Oberlandesgerichtsrat. Februar 1919 wechselte er vom Oberlandesgericht Hamburg an das Reichsgericht. Er war lange Zeit im I. Zivilsenat tätig. Er war der Vater von Bundesrichterin Gerda Krüger-Nieland. Auf sein Drängen hin studierte sie statt Kunstgeschichte oder Theaterwissenschaft Jura.

## Werke
- Ueber Zusammentreffen von Begünstigung und Theilnahme, Diss. Göttingen 1892; Rez. Calker in Kritische Vierteljahresschrift für Gesetzgebung und Rechtswissenschaft, Bd. 35 = N.F. Bd. 16 (1893) S. 453 und Rez. Stenglein in GS, Jg. 47 (1892), S. 470